# Соляник Алла Анатоліївна
А́лла Анато́ліївна Соля́ник (нар. 17 червня 1964, Смоленськ, РРФСР) — українська бібліотекознавиця, фондознавиця, документологиня. Доктор педагогічних наук (2006), професор (2007), проректор з наукової роботи (2022).

## Життєпис
Народилася 17 червня 1964 року в Смоленську у сім'ї військовослужбовця Анатолія Георгійовича та Зої Карпівни Кудріних.
У 1981 році вступила на бібліотечний факультет Харківського державного інституту культури (ХДІК). Під час навчання була головою студентського науково-творчого товариства інституту. По закінченні отримала диплом з відзнакою зі спеціальності «Бібліотекознавство та бібліографія».
Трудову діяльність розпочала 1985 року у ХДІК (зараз Харківська державна академія культури), як викладач. У 1991—1994 роках навчалася там же в аспірантурі. 1995 року захистила кандидатську дисертацію «Місцевий примірник документів: історія і сучасний стан постачання бібліотек». 1996 року отримала науковий ступінь кандидата педагогічних наук. Продовжила викладати у ХДАК як старший викладач (1995—1998). У 1999 році отримала вчене звання доцент.
У 2003—2006 роках навчалася у докторантурі ХДАК. По її закінченні захистила докторську дисертацію «Система документо-постачання фондів бібліотек України: теоретико-методологічний аспект» (науковий консультант) — доктор педагогічних наук, професор Н. М. Кушнаренко).
У 1999—2004 роках — заступник декана факультету бібліотекознавства та інформатики. З 2006 по 2014 рік — декан факультету бібліотекознавства та інформатики. У 2015—2017 роках очолювала кафедру документознавства та книгознавства. З липня 2017 року — декан факультету соціальних комунікацій, у цей час факультет соціальних комунікацій і музейно-туристічної діяльності. З 2022 року ― проректор з наукової роботи.
Упродовж багатьох років входила до спеціалізованої вченої ради по захисту дисертацій Харківської державної академії культури. З 2002 по 2006 рік — учений секретар, пізніше заступник голови, у період з 2014 по 2017 рік — голова. Бере участь в атестації наукових кадрів як офіційний опонент.
У 2000—2006 роках — секретар, у теперішній час головний редактор фахового наукового збірника України «Вісник Харківської державної академії культури».
У 2006 році нагороджена Почесною грамотою Харківської обласної державної адміністрації і дипломом обласного конкурсу «Вища школа Харківщини — кращі імена» в номінації «Науковець».
До 50-річчя від дня народження науковиці, у серії «Видатні педагоги Харківської державної академії культури», вийшов друком біобібліографічний покажчик «Соляник Алла Анатоліївна».

## Наукова діяльність
Наукова діяльність А. А. Соляник пов'язана з розробкою проблем бібліотечного фондознавства, документознавства, методологічних проблем документології та теорії соціальних комунікацій, організації та методики науково-дослідної діяльності, бібліотечно-інформаційної освіти.
Вона є науковим керівником комплексної науково-дослідної теми ХДАК «Документально-комунікаційні структури суспільства: інноваційні стратегії розвитку». Науковиця є розробником номенклатури наукових спеціальностей нової наукової галузі України — «Соціальні комунікації», їхніх формул, паспортів, напрямів наукових досліджень, програм кандидатських іспитів та вступних іспитів до аспірантури.
А. А. Соляник є науковим консультантом і керівником докторських і кандидатських дисертацій з теорії та історії соціальних комунікацій, сучасних проблем бібліотекознавства.
Під її керівництвом захищено шість кандидатських і дві докторські дисертації.
Працювала у складі шести експертних комісій МОН щодо акредитації підготовки бакалаврів напряму «Книгознавство, бібліотекознавство і бібліографія». З 2016 року була заступником голови Науково-методичної комісії з культури й мистецтва сектору вищої освіти Науково-методичної ради МОН України. Брала участь у робочій групі розробників проектів стандартів вищої освіти бакалавра та магістра зі спеціальності «Інформаційна, бібліотечна та архівна справа» .
Алла Анатоліївна є організатором та учасником багатьох міжнародних і всеукраїнських наукових конференцій, зокрема міжнародних наукових конференцій: «Соціальні комунікації в стратегіях формування суспільства знань» (2009), «Культурологія та соціальні комунікації: інноваційні стратегії розвитку» (2010—2012), міжнародного симпозіуму з проблем вищої інформаційної освіти (ХДАК, 2013) та ін. З 2016 по 2019 роки — член президії Української бібліотечної асоціації, входить до складу президії Харківського відділення УБА, постійним учасником її громадських і наукових форумів.

## Науковий доробок
Науковиця є автором понад 200 наукових і науково-методичних праць, серед них: 3 монографії, 2 навчальних посібника.
- Соляник А. А. Документні потоки та масиви: навч. посіб. для вищ. навч. закл. культури і мистецтв / А. А. Соляник ; Харків. держ. акад. культури. — Харків, 2000. — 111 с.

- Соляник А. А. Система документопостачання бібліотечних фондів: закономірності розвитку: монографія / А. А. Соляник. — Харків: ХДАК, 2005. — 230 с.
- Соляник А. А."Вiсник Харкiвської державної академiї культури" / А. А. Соляник // Енциклопедiя Сучасної України. — Київ, 2005. — Т. 4. — С. 611.

- Соляник А. А. Документоснабжение библиотечных фондов: учебно-метод. пособие / А. А. Соляник. — Москва: Либерея-Бибинформ, 2007. — 128 с.

- Столяров Ю. Н. Эволюция библиотечного фондоведения: монография / Ю. Н. Столяров, Н. Н. Кушнаренко, А. А. Соляник. — Москва: Гранд-Фаир, 2007. — 688 с.

- Соляник А. А. Підготовка фахівців для книжкової галузі України: змістовні та організаційні трансформації / А. А. Соляник // Поліграфія і видавнича справа. — 2011. — Вип. 2. — С. 3–9.

- Соляник А. А. Обов'язковий примірник мережевого документа як гарантована форма постачання Національної електронної бібліотеки / А. А. Соляник // Бібл. вісн. — 2013. — № 6. — С. 25–29.

- Кушнаренко Н. М. Надія Яківна Фрідьєва — видатний український бібліотекознавець, фундатор вищої бібліотечної освіти в Україні / Н. М. Кушнаренко, А. А. Соляник // Вісн. Харків. держ. акад. культури: зб. наук. пр. — Харків, 2014. — Вип. 44. — C. 55–63.
- Соляник А. Сучасні тренди модернізації вищої бібліотечно-інформаційної освіти України / А. Соляник // Вісник Книжкової палати. — 2017. — № 1. — С. 21–24.
- Фундатори Харківської бібліотечної науково-освітньої школи: (до 90-річчя ХДАК): кол. монографія / [авт. кол.: А. А. Соляник, В. М. Шейко, Н. М. Кушнаренко та ін.] ; М-во культури України, Харків. держ. акад. культури. — Харків, 2019. — 75 с.
- Libraries of Pedagogical Institutions of Higner Education on Social Media / Shelestova A., Solianyk A., Bachynska N., Novalska T., Kobieliev O. // Amazonia Investiga. ― 2021. ― Vol. 10, Iss. 47. ― P. 197—206.
- Соляник А. Ректор — новатор вищої гуманітарної освіти України: (до 80-річчя від дня народження Василя Миколайовича Шейка) / А. Соляник, Н. Кушнаренко // Вісник Книжкової палати. — 2022. — № 3. — С. 48–52.
- Кушнаренко Н. Студентоцентрований підхід у підготовці фахівців документознавчого профілю // Н. Кушнаренко, А. Соляник // Вісник Книжкової палати.― 2022. ― No 10. ― С.32–43.
- Organizational structures for preserving documentary monuments in the leading libraries of Ukraine / Losiieyskyi T., Kobieliev O., Shcherban A., Solianyk A., Karpenko O. // Amazonia Investiga. ― Florencia, COLOMBIA, 2022. ― T. 11. ― Iss. 54. ― P. 327—338.
- Solіanyk A. A. Diversification of the scientometric function of university libraries of Ukraine in the conditions of European integration = Диверсифікація наукометричної функції університетських бібліотек України в умовах євроінтеграції / Solіanyk A. A. // European integration of Ukrainian science: issues and challenges: II International Scientific-Practical Conference of Vice-Rectors for Research of Ukrainian Higher Education Institutions, October 24–27, 2024 / State University «Uzhhorod National University», Center for Ukrainian and European Scientific Cooperation. — Riga: Baltija Publishing, 2024. — P. 46-50.